# Фарерська кухня
Традиційна фарерська кухня формувалась століттями в умовах суворого клімату архіпелагу Північної Атлантики.

## Характерні ознаки
Найбільш важливими місцевими джерелами продуків для фарерської кухні є:
- Рибальство (як прибережне, так і внутрішнє), включаючи китобійний промисел, особливо гринд.
- Птахи Фарерських островів (особливо іпатки, а також кайра та буревісник).
- Вівці, а також корови (і їх молочні продукти), гуси і кури.
- Картопля, бруква і ревінь як рослини, які відносно легко вирощувати.

Також ведеться полювання на зайців, які з 1855 року активно розмножуються. Однак, оскільки на Фарерських островах налічується всього близько 5000 особин, полювання обмежено і проводиться тільки в листопаді та грудні.

## Зберігання та консервація

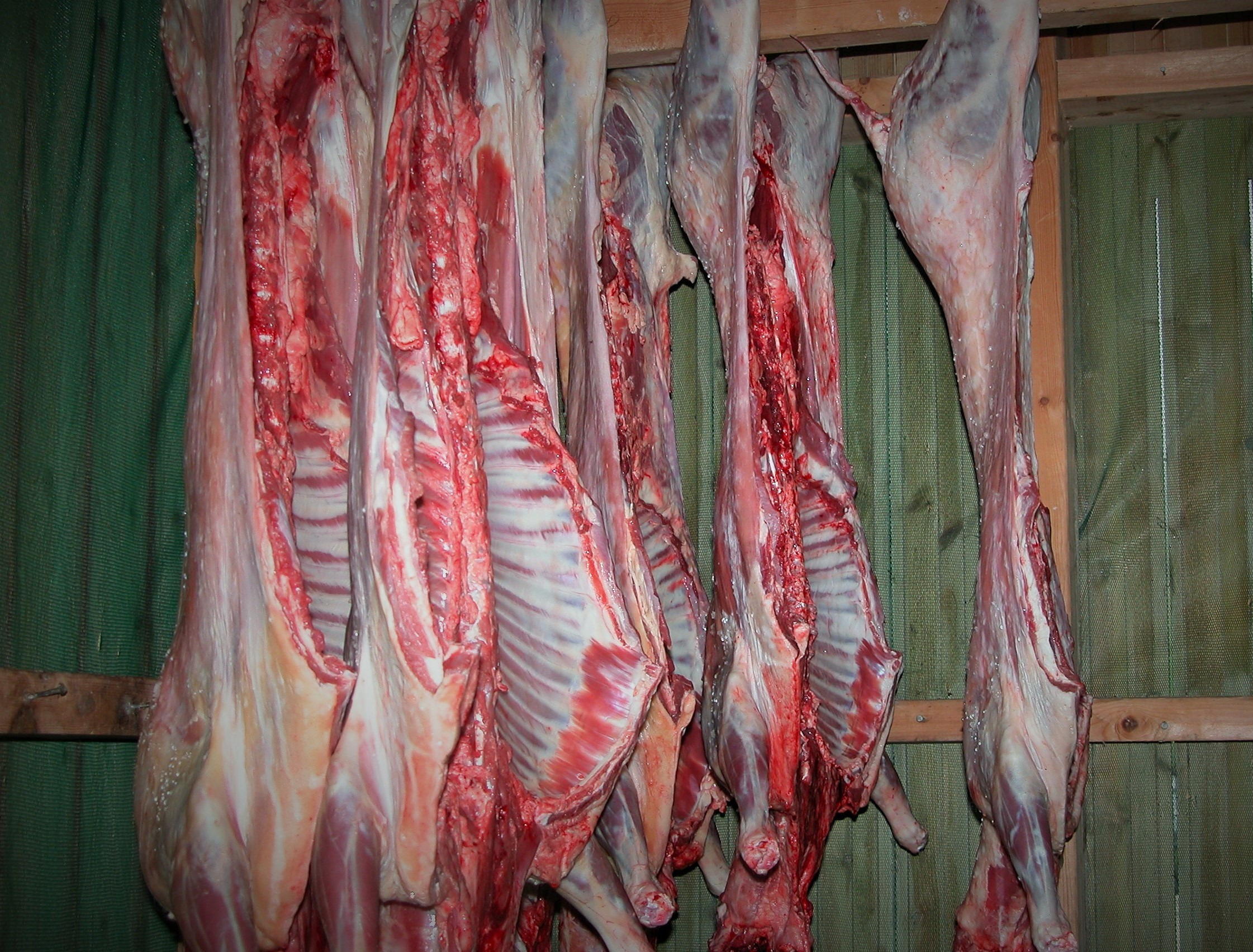
Осінню забивають овець

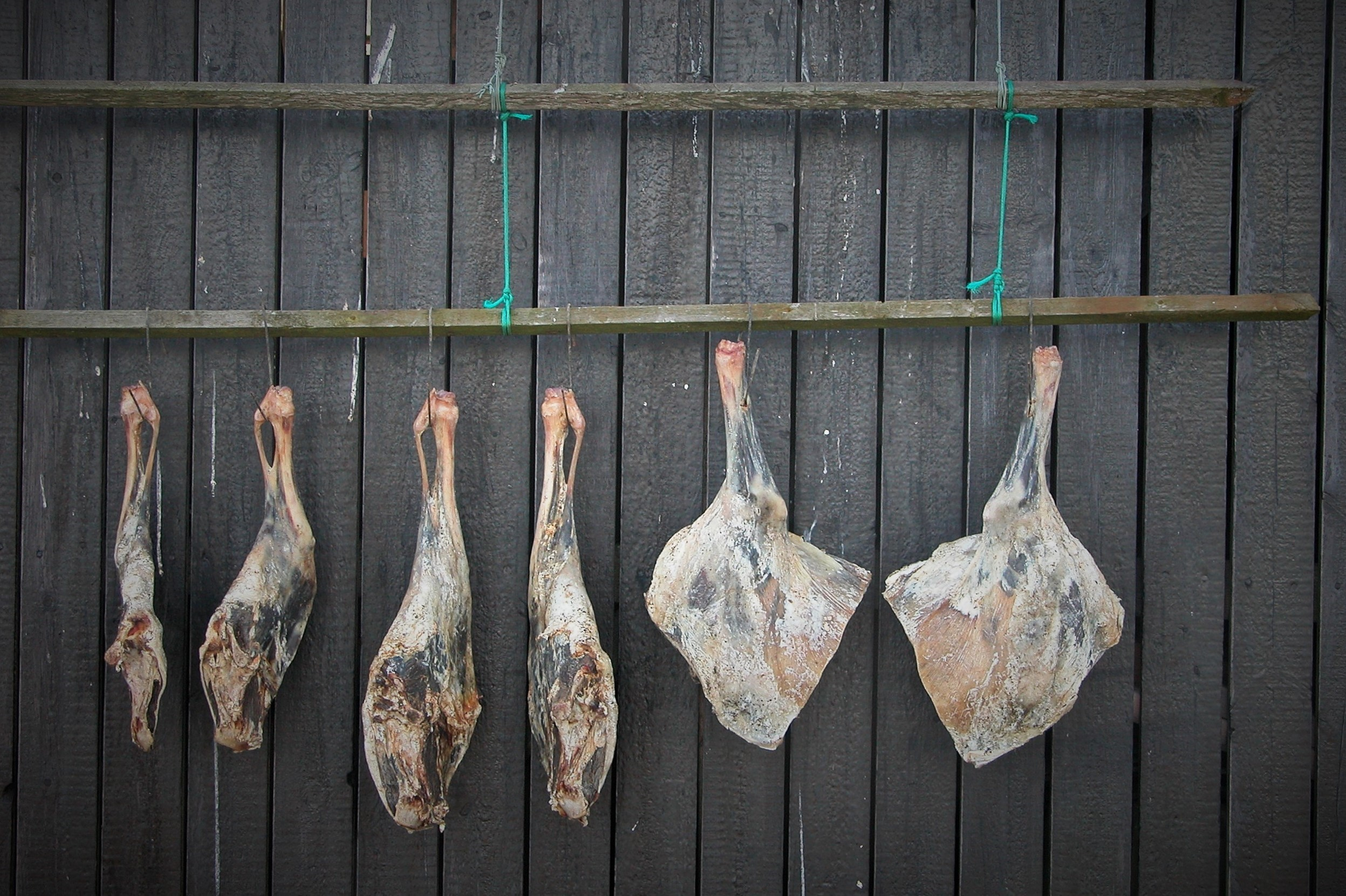
Skerpikjøt, сушені на повітрі

Навіть в епоху морозильників риба і м'ясо на Фарерських островах традиційно зберігаються в «Hjallur» (повітропроникному дерев'яному сараї, в якому також зберігаються готові страви в холодному стані), потім їх «turrur» (сушать). Залежно від тривалості процесу повітряної сушки розрізняють різні етапи:
- Ræstur (підвішений, напівсухий) — це м'ясо або риба на початку бродіння (або збродження).
- Ці вироби стають skarpræstur після шести-дев'яти місяців зберігання. У них тоді строгий смак[de], який може здатися дивним стороннім.
- Bleytræstur або visnað (підвішені на короткий час, висушені) — повна протилежність skarpræstur і зазвичай описує тільки стан риби, в той час як вівця зазвичай повинна бути як мінімум ræstur.

Розібраних овець зазвичай вішають одним шматком. Птахів розрізають ззаду і пов'язують попарно. На решітку для сушки попарно висять і риби (в'ялена риба). Подрібнюють, нарізають соломкою і обертають навколо сушильної планки.
Ризики при сушінні на повітрі:
- Падіння холоду — бажаний ræst-рівень допускається.
- Незвичайний жар — м'ясо гірчить.
- Мухи — їх личинки псують м'ясо.

Інший метод консервування — це затвердіння в розсоліРозсіл (їжа) або в сухому вигляді. І те, і інше робиться в бочках, але раніше не вистачало солі, і вона використовувалася в основному для обробки експортованого кліпфіша.

## Вівці

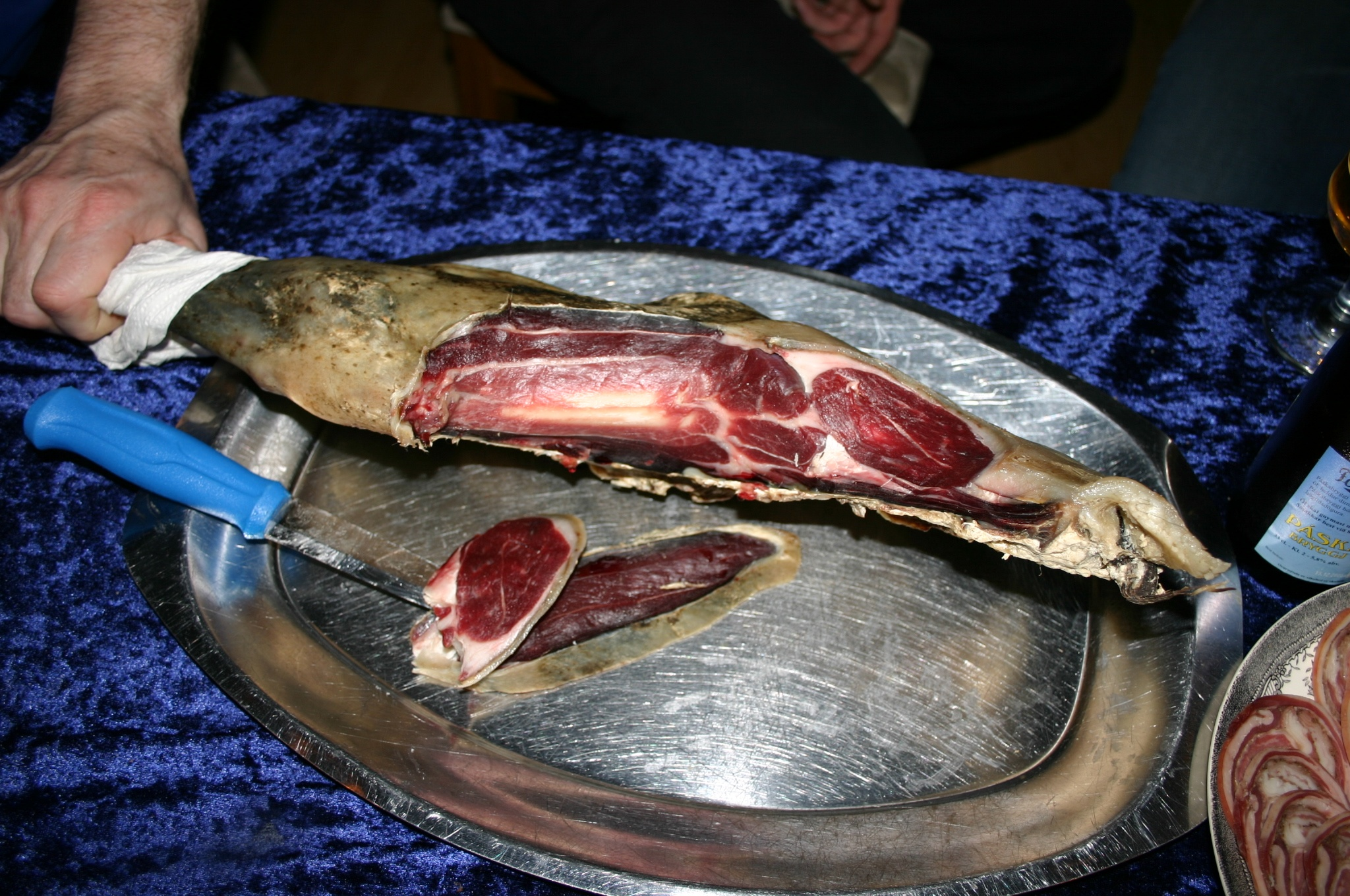
Skerpikjøt, сушена баранина

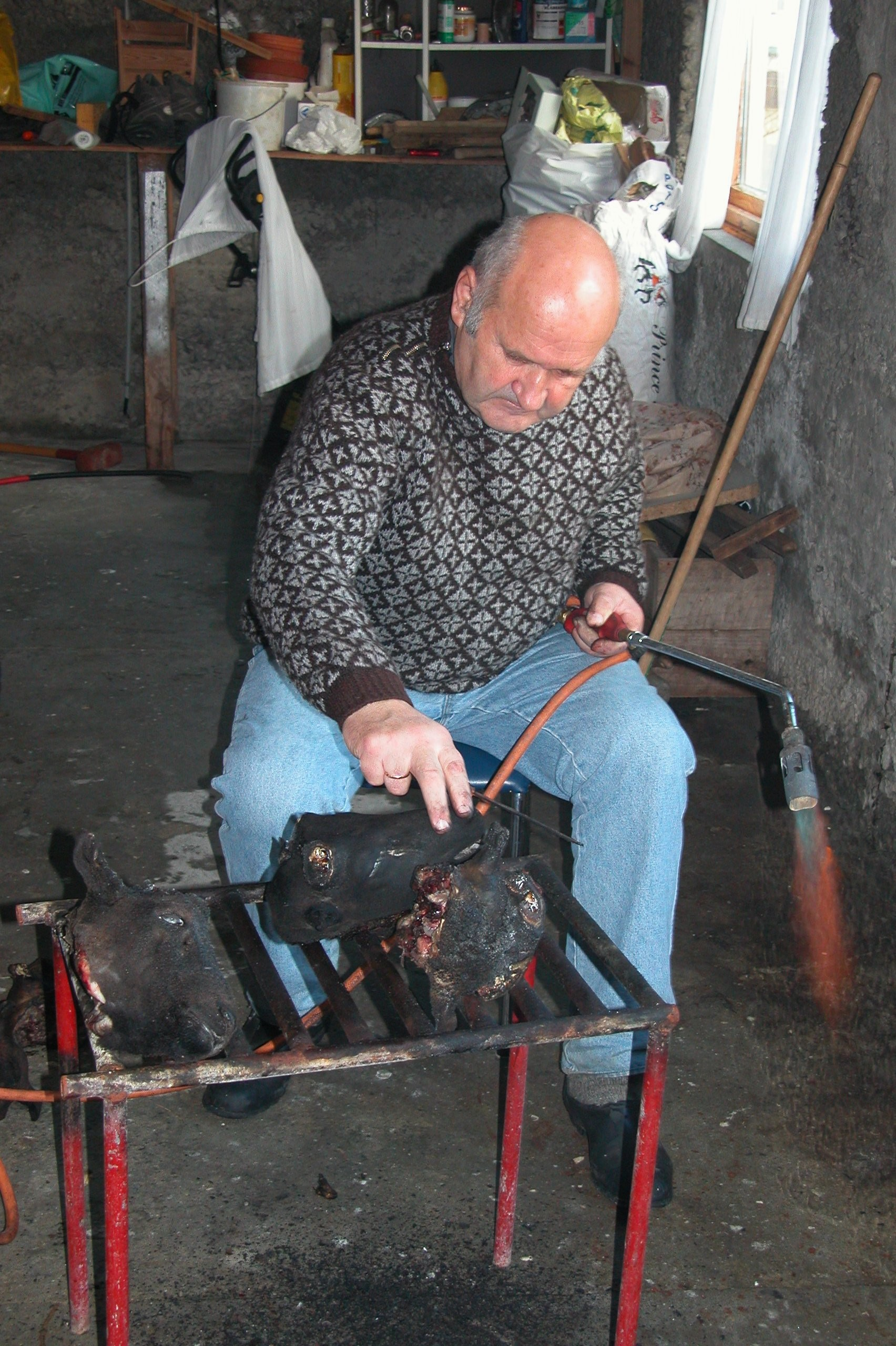
Баранячі голови — делікатес на Фарерських островах. По-перше, їх хутро випалюється після забою.

Фарерські острови завжди забезпечували пасовище максимум для 70000 вівців. Це обумовлено в «Овечому листі» 1298 року. Фарерська шерсть завжди важливий експортний товар, в той час як м'яса вистачало для постачання від 1400 до 1800 постійних мешканців від 4000 до 5000. З відміною торгової монополії на Фарерських островах 1856 року глибоководне рибальство набуло великого значення і, крім досягнень медицини, призвело до значного зростання населення (в десять разів за 200 років). Тому баранину сьогодні потрібно імпортувати.
Восени овець забивають, випатрають і сушать в Hjallur. Вони можуть висіти там до 9 місяців, до поки не настає skarpræstur. Популярна також свіжа баранина. Найвідомішою фірмовою стравою є seyðahøvd (голова барана). Його можна побачити наживо в морозильних камерах супермаркетів. Вживають seyðahøvd під час свят або в особливих випадках. Після спалювання шерсті на голові її миють, або зберігають та розрізають навпіл. Приблизно через півгодини приготування його з'їдають до кісток. Skerpikjøt (в'ялена баранина впродовж 6-9 місяців) — повсякденна страва. Восени забивають дорослих овець. В'ялена їжа називається soltukjøt.
Використовується 100 % від всіх запасів овець, і тому skólpasúpan (суп з яєчок, також званий: eistnasúpan, nossasúpan, purrusúpan) і blóðpylsa (кров'яна ковбаса) нормальне явище фарерської кухні. Інша ковбаса називається sperðil, вона складається з субпродуктів та овечого жиру і є типовою різдвяною стравою.
М'ясо барана зазвичай називають seyur (так називають і тварин), баран — veðrur (геральдична тварина Фарерських островів) та ягня — lamb.

## Овочі
Картопля (epli) — один з основних продуктів сільського господарства Фарерських островів. Її ввезли в XIX столітті. До цього переважала ріпа. Значна кількість сторінок фарерського словника присвячена десяткам заголовних слів, пов'язаних з картоплею, включаючи різні страви, які підпадають під термін eplamatur (страва з картоплі). Тут згадуються eplasúpan (картопляний суп) і eplasalat (картопляний салат), крім звичайної функції є також гарніром до м'яса і риби. Багато сільських родин вживають картоплю зі свого власного поля, eplabøur. Час збору врожаю припадає на серпень — час, коли можна очікувати найбільшої картоплі за розміром.
Ще одну важливу роль відіграє фарерський ревінь (rabarba). Його вирощують в rabarbugarur, місцевому саду ревеню. На відміну від ревеню на континенті, він практично не містить щавлевої кислоти. Rabarbugreytur (крупа з ревеню) — популярний десерт, а rabarbusúltutoy (варення з ревеню) належить до фарерського сніданку. Суп з ревеню називається rabarbusuppa, і є навіть rabarbuvín (вино з ревеню).

## Риба

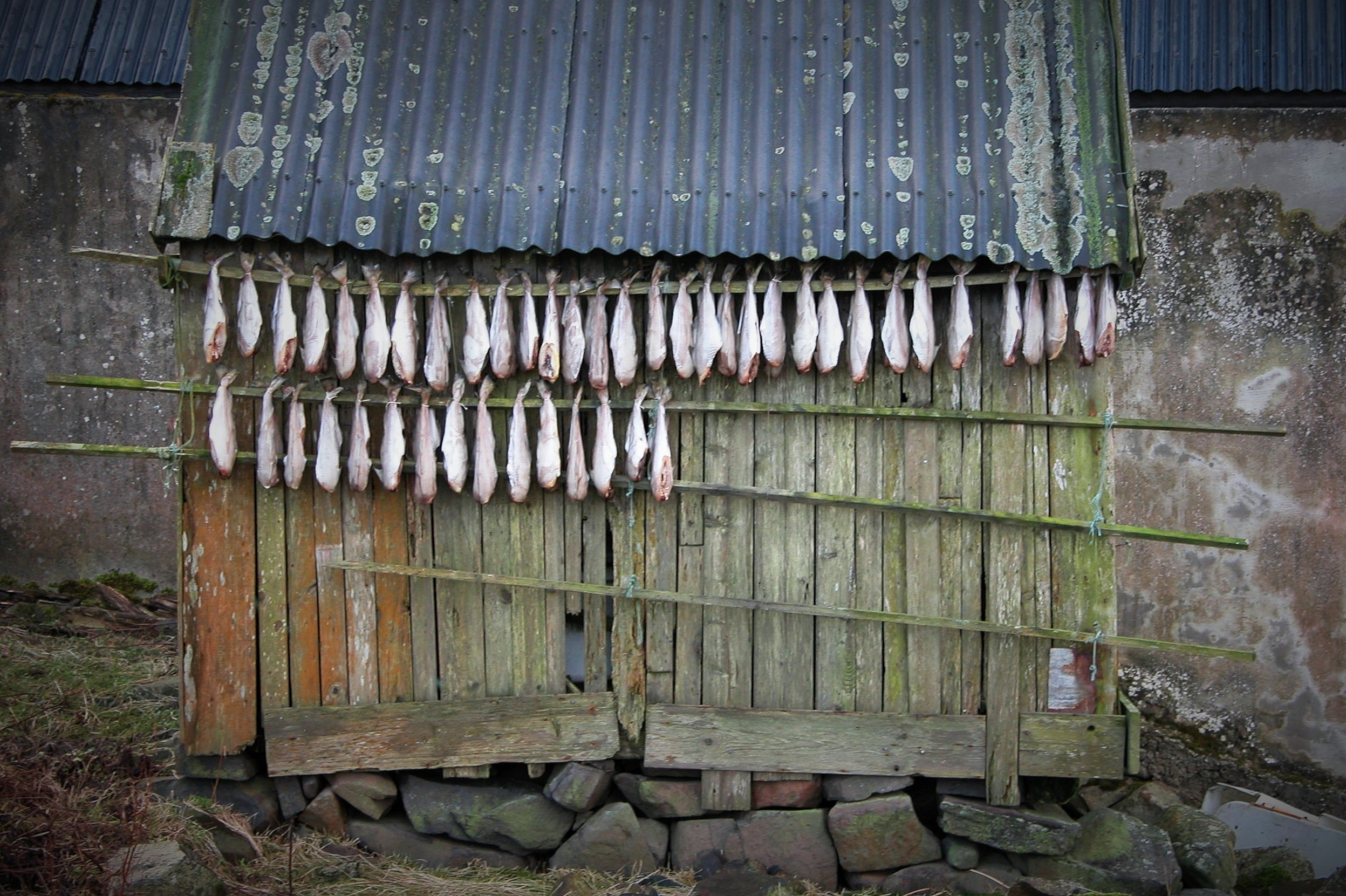
В'ялена риба

На додаток до стадій в'яленої риби, рибу також можна засолювати, тобто свіжовиловлену, у вигляді обрізаної риби або солити в розсолі як засолену рибу. Втім, в продуктових магазинах Фарерських островів рибу не продають. Бо продаж риби зазвичай йде прямо з закрійника в порту або роздають родинам робітників одразу після ловлі.
З іншого боку, свіжозловлена фарерська риба глибоководного флоту переробляється (філе і заморожування) на борту траулерів або на рибних підприємствах і призначена для експорту.
Fiskaknettir — це рибні пельмені зі свіжої пікші і овечого жиру. Rognaknettir з ікри — делікатесна страва.
Суп під назвою knettasúpan також готують з рибних knettasúpan (галушок). Суп зі свіжої риби називається fisksúpan.
Є також рибні фрикадельки, які називаються frikadellur або fiskabolli.
Fiskakøka — це рибний пиріг або пудинг.
На Фарерських островах поширені такі види риб: hýsa (пікша), høgguslokkur (кальмар, також споживають гринди), kalvi (палтус), kongafiskur (морський окунь), laksur (лосось), makrelur (скумбрія), seiður (сайда), sild (оселедець), toskur (тріска) і tunga (червона камбала). Звичайні ракоподібні — це hummar (лобстер) і rækja (креветки).

## Гринди

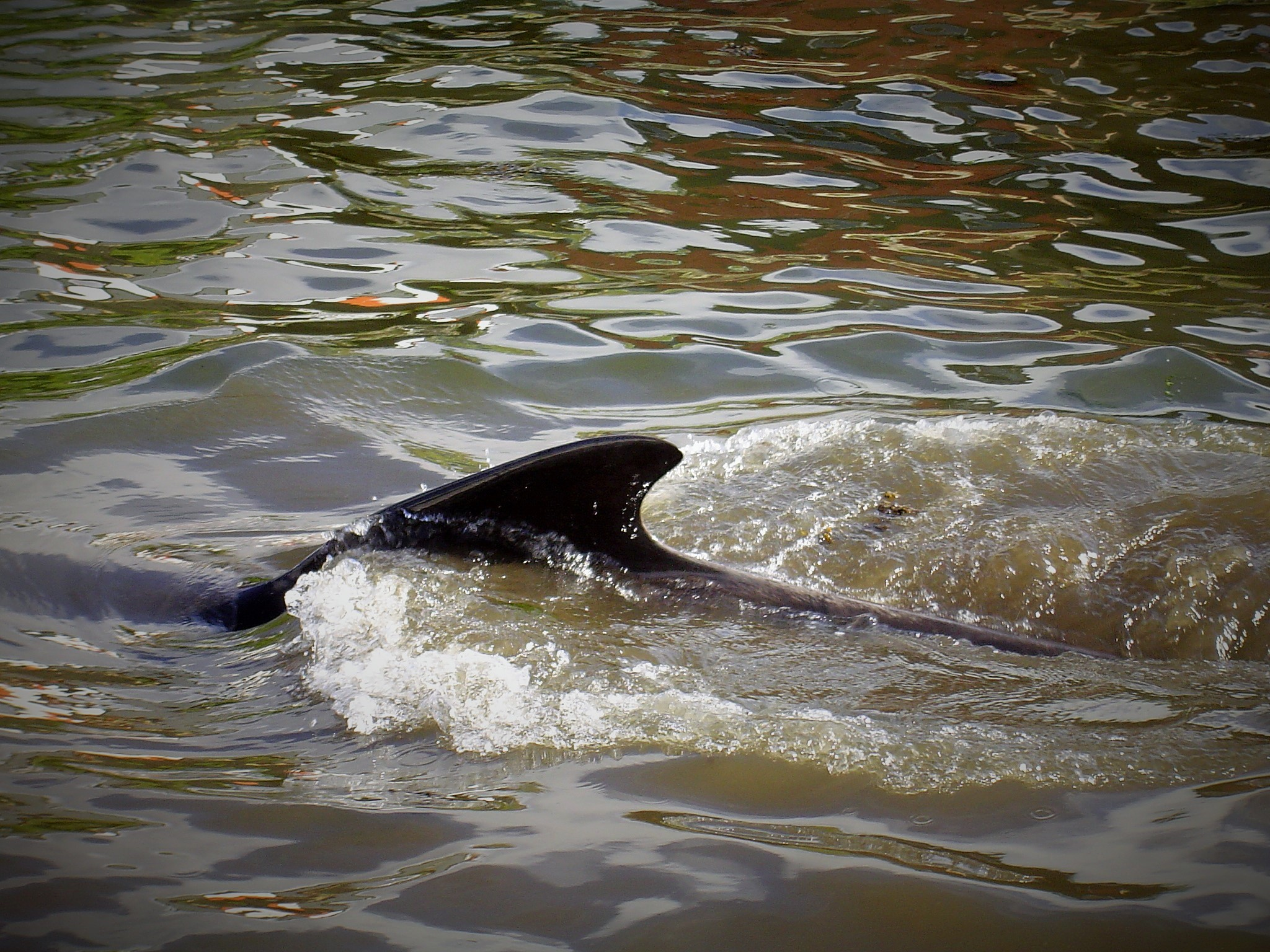
Гринда в Vágsfjørður

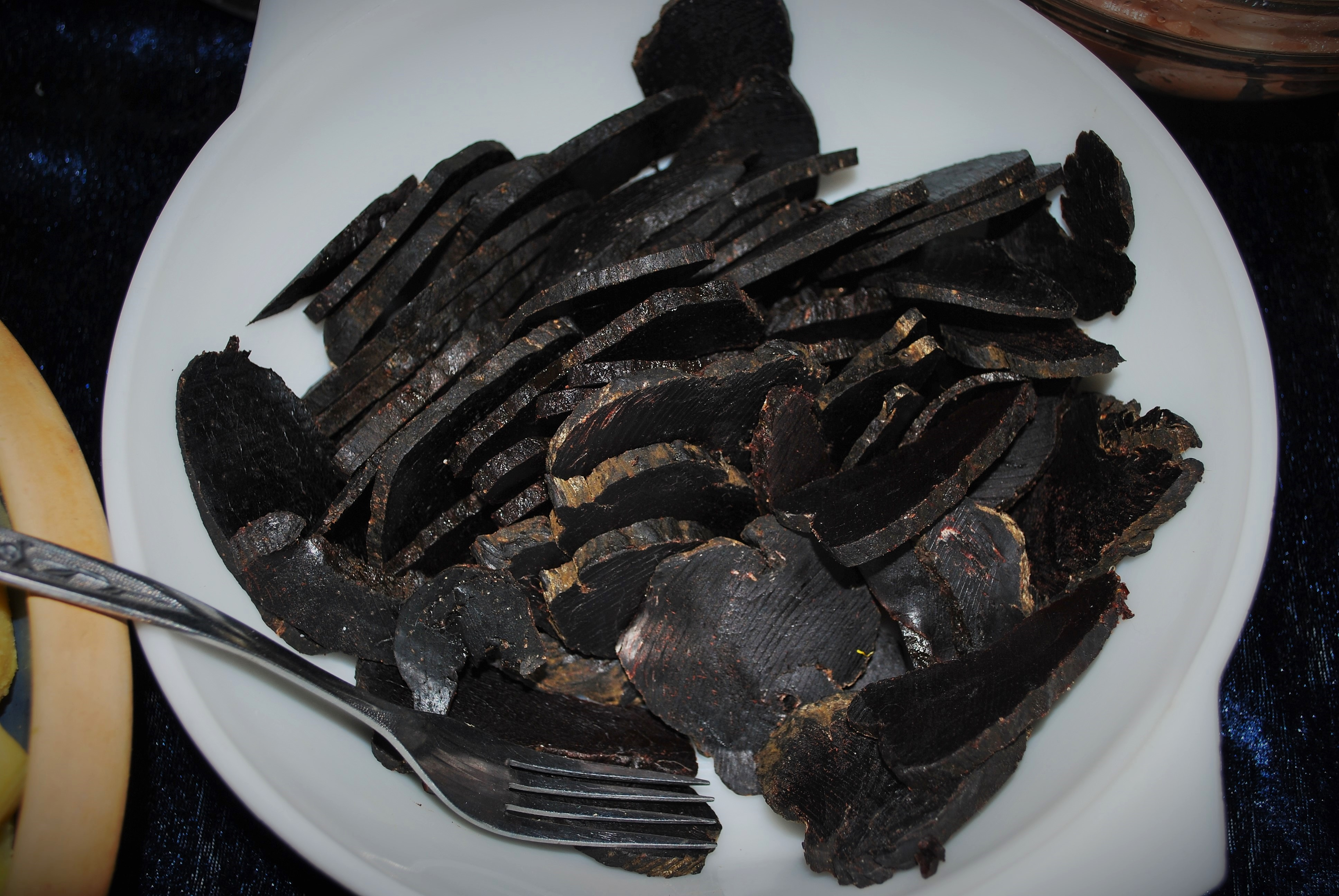
Tvøst (м’ясо гринди)

Гринда один з найважливіших джерел прожитку острів'ян. Grindadráp (полювання на гринду) часто розглядається сторонніми як варварство.
Tvøst og Spik (м'ясо гринди і бекон, а також бекон тюленя) вважаються особливо поживними і багатими вітамінами. Це один з доступних продуктів, оскільки мелений продукт зазвичай не продається, а розповсюджується серед населення відповідно до стародавнього кодексу. Відповідно, ви навряд чи знайдете його в супермаркетах, а в основному тільки в морозильних камерах (або в Hjallur) в близько 16 000 приватних домоволодінь.
Saltgrind — це приготоване і солоне м'ясо гринди, яке зазвичай подають з картоплею і гірчицею.
Grindabúffur — стейк з гринди з білим соусом і картоплею.
В. У. Гаммершаймб писав у своїй антології 1891 року:
| Ці гринди становлять велику цінність для місцевих жителів. Велика кількість м'яса дає багато їжі в свіжому, сушеному і солоному вигляді, так що в хороший рік ви їсте його кожен день. Це здорова і поживна їжа, від якої ніколи не буде нудно. |
Він також описує, як переробляються всі частини гринди, бекон не тільки сушиться і солиться, але і перетворюється в масло, яке служило паливом для масляних ламп в безвіконній центральній кімнаті під назвою Roykstova. Так званий kýkur, мішок для зберігання китового жиру, зроблений з живота гринди. Шкіряні ремені роблять з плавника, які використовуються для скріплення весел в типовому фарерському човні.
Виловена гринда — це завжди випадок, і його не можна передбачити. Адже на Фарерах не вистежують його у відкритому морі, а чекають, поки він не запливе у Fjord і не будуть виконані всі традиційні умови. Гринда виконує (і виконує) функцію довгоочікуваної безкоштовної харчової добавки. Численні популяції риб і морських птахів, власне господарство великої рогатої худоби є більш найдіними джерелами кухні.

## Морські птахи

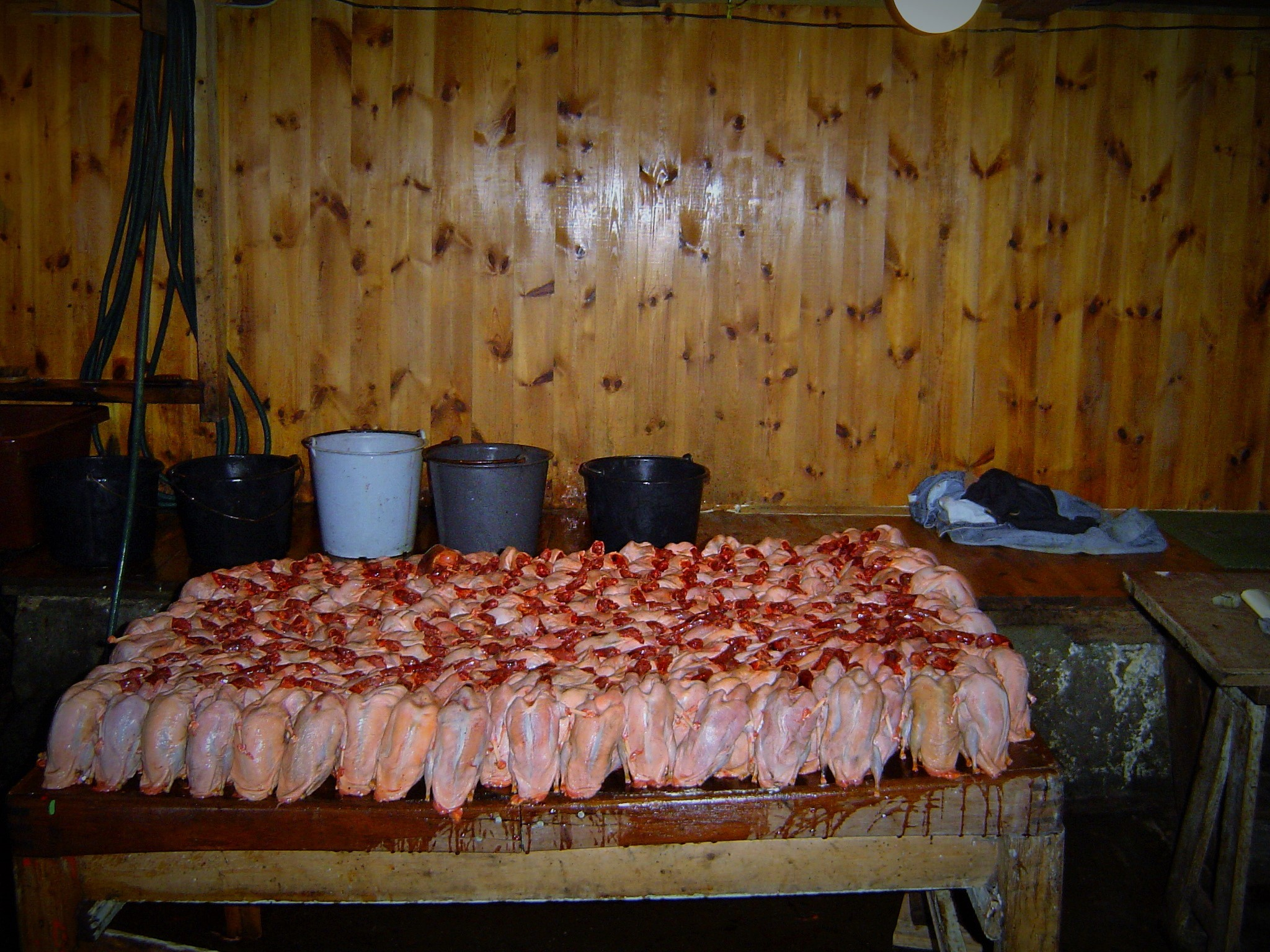
Забиті тупики

Традиційно морських птахів досі ловлять в пташиних горах на fleygastong (фарерська вудка для лову птахів).
Lundi (тупик) — найпопулярніший і смачний для фарерців.
Fyltur lundi — це лунд з начинкою мучного тіста і родзинок. Havhestur (гульмар) і lomvigi (кайр) також складають страви фарерської кухні.
В їжу використовують також яйця морських птахів, які добувають, розграбовуючи їх гнізда.

## Споживання їжі
Як і в інших країнах, на Фарерських островах є три основні часові межі прийому їжі.
Morgunmatur (обід) з 9 до 10 ранку. Раніше в roykstova пекли круглий прісний хліб drýlur. Крім того, часто подають шматки розвішаної баранини, яку нарізають дрібними скибочками. Перед обідом у працюючого населення є ábit (сніданок) з хлібом і молоком. Часто вживають залишки вчорашньох вечері.
Døgurði (гарячий обід) з 14 до 15 годин. Зазвичай це варена риба, tvøst і spik або морські птахи. Вони були гарніром з моменту появи картоплі.
Náturði (вечеря) після 21:00. Між обідом і вечерею є millummáli (закуска, раніше з скибочкою хліба, тепер це може бути кава і тістечко).
Вечеря складається в основному з супу. З коров’ячого молока роблять kalvedans — сирний молочний пудинг. Раніше, на вечерю не подавали хліб. Замість нього споживали сушену рибу.
Щоденна кількість небхідної їжі називалося mannsverður (цінність людини): щоденний раціон для дорослого. Він відповідав одній з 20 частин вівці або кайри, двом гостроносим дзьобам або навіть трьом гагаркам. Для дівчаток веруром вважалися 2 verðu або половина двадцятої вівці.
Перша фарерська феміністка Гелена Патурссон наприкінці XIX століття добивалась зрівння прав у споживанні їжі, щоб дівчата отримували рівноцінно порцію на рівні з хлопцями.
У щоденнику експедиції Марії 1854 року говориться:
| Пан Мюллер[de] повідомив нам, що фарерці зазвичай їдять рибу або м'ясо двічі на день і відчувають труднощі, якщо не можуть поїсти. |
На Фарерських островах відомі наступні сезони свіжого м'яса:
- Сезон отелення (з Нового року на весну).
- Пташиний час.
- Час ягняти.
- Час забою (вівці восени).

«Смачного» звучить як væl gagnist (буквально «добре дісталося»). В основному це також говорять, коли ви входите в кімнату, де обідають люди. В кінці трапези дякують manga takk (велике вам спасибі). Відповідь на це питання повторюють væl gagnist.

## Посуд

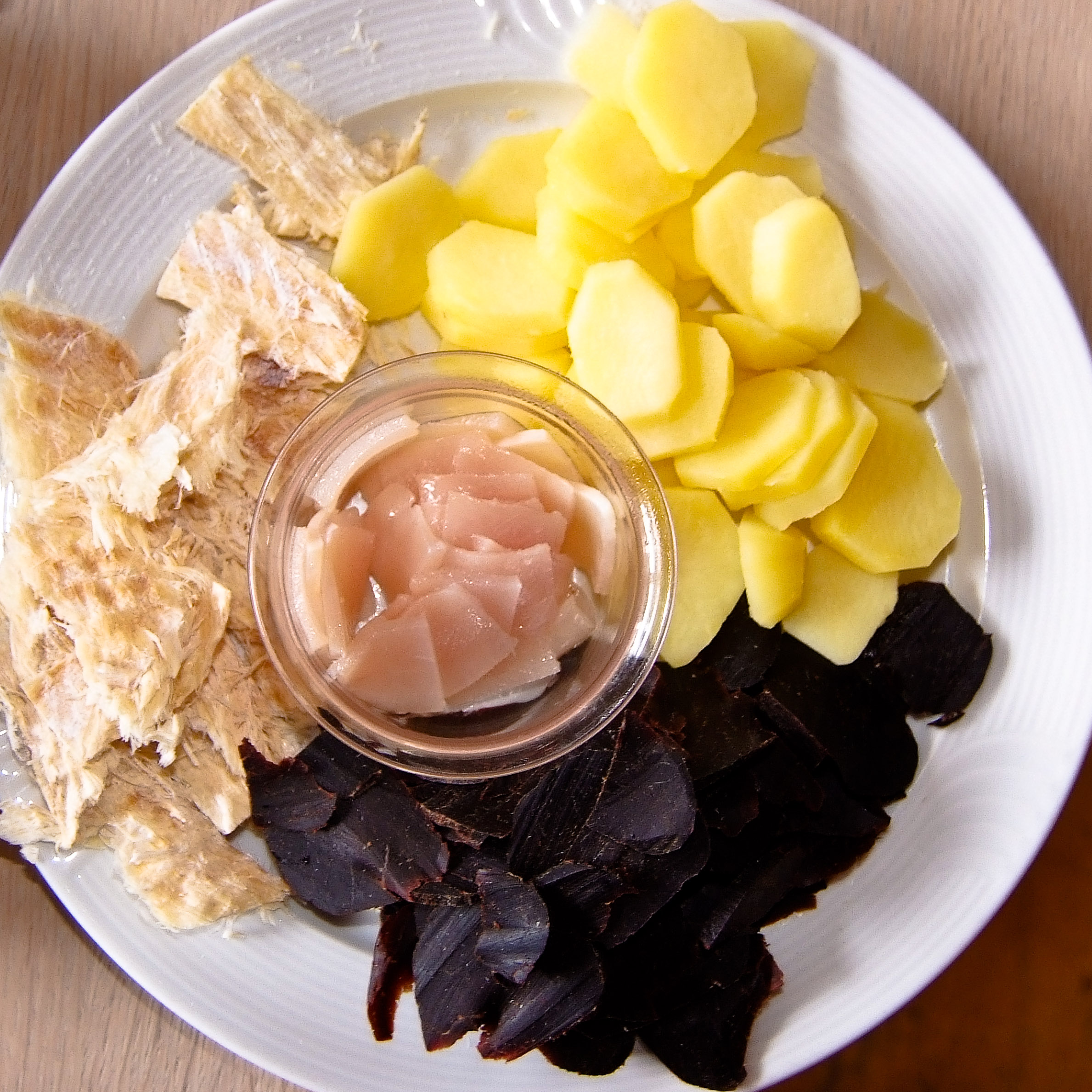
Tvøst og spik. Гриндове м’ясо, бекон, сушена риба та варена картопля.

У кожному будинку зазвичай було не менше двох горщиків для приготування їжі:
- Для жирного м'яса.
- Для всіх інших страв.

Для їжі використовувалися три різних миски:
- Миска для риби.
- Миска для м'яса.
- Snyktrog або grindatrog для помелу і інших жирних, спокійних страв.

У Ройкстовій кімнаті також є великі ополоники або дерев'яні ложки (sleiv), скімери (soðspón) та інші палички для збивання каші (greytarsneis) і для збивання молока або вершків — вінчик (tyril). Особливістю новофарерскої мови є походження слова tyrla від цього ж слова tyril, що означає ґвинтокрил.

## Гастрономія
На Фарерських островах немає традицій ходити куди-небудь поїсти, адже фарерці вважають себе самодостатніми. У минулому ресторани працювали тільки в готелях. Готель Hafnia і готель Føroyar як і раніше відомі в Торсгавні своїми фірмовими фарерськими стравами. Готель Norð в Вілярейні також вважається лідером в приготуванні страв з тупиків. В останні роки відкрилося більше незалежних ресторанів, які, крім закусок, пропонують більше міжнародної/датсько-французької кухні. 2017 року ресторан «Koks» в Лейнаватне удостоєний зірки Мішлен. В асортименті ресторанів швидкого харчування є фарерські страви. Наприклад, хотдог подають з червоною капустою, хоч в Данії цього уникають.
Для туристів організовуються так звані «фарерські вечори» в народному стилі, на яких подають традиційні фарерські страви. Деякі приватні господарства пропонують туристам, за прикладом британських клубів, вечері, платну участь в родиних обідах, так званих «heimablídni» (домашня розвага). За межами Фарерських островів фарерські страви можна зустріти в Копенгагені і Орхусі, яка в першу чергу орієнтована на власних співвітчизників.